# 安口南站
安口南站是位于甘肃省平凉市华亭市安口镇的一个铁路货运车站，不办理客运业务。
站台长730米，站场存煤量可达10万吨。